# Escudo de la City de Londres
El escudo de la City de Londres consiste en una cruz de gules en rojo sobre campo de plata, en el primer cuartel una espada colocada en palo (verticalmente). Sostienen el escudo dos soportes con forma de dragón de plata cargados con una cruz de gules. Timbra un yelmo con burelete y lambrequines de plata y de gules surmontado por una cimera con forma de ala de dragón de plata cargada con una cruz de gules. Con frecuencia únicamente aparecen representados el burelete y la cimera. 
El blasón de las armas es el siguiente:
Escudo: De plata, con una cruz de gules, en el primer cuartel una espada en palo con la punta hacia arriba de lo mismo.
Cimera: Sobre una corona de plata y gules, una ala siniestra de dragón de plata cargada en su parte inferior con una cruz de gules.
Soportes: A cada lado, un dragón de plata cargado en la parte inferior de las alas con una cruz de gules.
En la parte inferior del escudo aparece, escrito en una cinta,  el lema de la ciudad  DOMINE DIRIGE NOS (habitualmente el lema se reduce a la palabra DIRIGE) que significa "'SEÑOR, DIRÍGENOS"
La cruz de gules sobre el campo de plata es conocida como la Cruz de San Jorge y es el símbolo de Inglaterra. La espada simboliza a San Pablo. En el año 1381 ya se había adoptado el escudo con la cruz de San Jorge y la espada  de San Pablo. La versión actual, en la que aparecen los dos soportes con forma de dragón, se remonta al siglo XVII. 
Aunque hubo escudos anteriores, los orígenes del escudo actual datan de 1381, mientras que la versión actual es de 1957. Asimismo, es símbolo solo de la Ciudad de Londres: tanto la ciudad de Westminster, como el condado de Londres, conocido como Gran Londres, tienen sus propias armas, y así tienen todos los otros municipios de Londres.
El escudo es utilizado por la Corporación de la Ciudad de Londres y en el logotipo del cuerpo de policía de la Ciudad, la Policía de la Ciudad de Londres.